# Pleudaniel
Pleudaniel (bretonisch: Planiel) ist eine französische Gemeinde mit 925 Einwohnern (Stand: 1. Januar 2022) im Département Côtes-d’Armor in der Region Bretagne. Sie gehört zum Arrondissement Lannion und zum Kanton Tréguier. Die Bewohner nennen sich Pleudanielais.

## Geografie
Pleudaniel liegt im äußersten Norden der Bretagne etwa 39 Kilometer nordwestlich von Saint-Brieuc an der Mündung des Trieux. Umgeben wird Pleudaniel von den Nachbargemeinden Pleumeur-Gautier im Nordwesten und Norden, Lézardrieux im Nordosten, Plourivo im Osten, Ploëzal im Süden sowie La Roche-Jaudy im Südwesten und Westen.

## Bevölkerungsentwicklung
| Jahr                       | 1962 | 1968 | 1975 | 1982 | 1990 | 1999 | 2006 | 2012 | 2019 |
| Einwohner                  | 1243 | 1183 | 973  | 947  | 936  | 996  | 994  | 930  | 936  |
| Quellen: Cassini und INSEE |      |      |      |      |      |      |      |      |      |

## Sehenswürdigkeiten

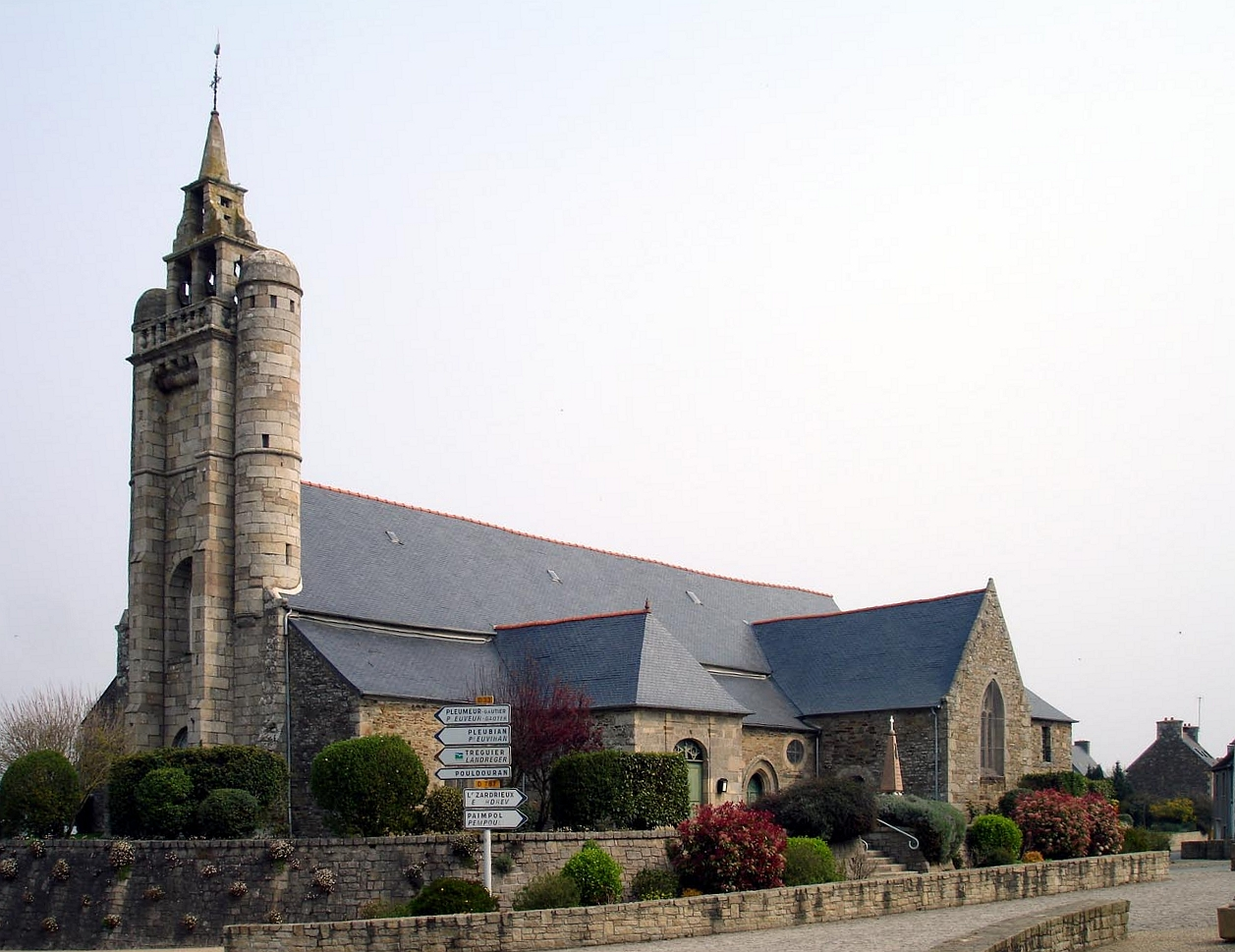
Kirche Saint-Pierre

- Kirche Saint-Pierre, Monument historique
- Kapellen Notre-Dame-de-Goz-Illiz, Saint-Antoine und Notre-Dame-du-Calvaire
- Mühle von Traou Meur, Monument historique